# Spallation

Die Spallation als Resultat eines Einschlags kann mit oder ohne Durchdringung des Zielobjekts erfolgen.

Spallation (von englisch to spall, „absplittern“) ist eine nichtelastische Wechselwirkung eines Geschosses mit seinem Zielobjekt.

## Spallation in Festkörpern
In der Bruchmechanik kann Spallation auftreten, wenn ein Druckimpuls durch ein Material wandert und an der freien Oberfläche als Zugimpuls reflektiert wird. Die dadurch verursachten Spannungen können die maximale Zugfestigkeit des Materials übersteigen und dadurch Hohlräume erzeugen, die zu einem oder mehreren Zugbrüchen oder sogar zum Abplatzen von Material führen können.
Diese Art der Spallation tritt beispielsweise am Rand von Impaktkratern durch die an der freien Oberfläche (z. B. Planetenoberfläche) auftreffenden Stoßwellen auf.
Quetschkopfgranaten erzielen ihre Wirkung durch Spallation.

## Nukleare Spallation
Bei der nuklearen Spallation wird ein Atomkern mit einem Projektil (Neutron, Proton, einem anderen Kern oder einem Elementarteilchen) hoher kinetischer Energie (> 100 MeV) beschossen. Der Atomkern wird dabei in kleinere Bruchstücke und in der Regel mehrere Neutronen zerschmettert.
Die Spallationsreaktion läuft zweistufig ab. Das Projektil wechselwirkt dabei zunächst mit den einzelnen Nukleonen des Targetkerns, die ihrerseits wieder mit anderen Nukleonen wechselwirken, so dass eine Teilchenkaskade innerhalb des Targetkerns entsteht. Einige dieser Protonen und Neutronen verlassen dabei den Targetkern mit Energien bis zur ursprünglichen Energie des Projektils. Die Hauptrichtung der emittierten Teilchen fällt mit der Richtung des Projektils zusammen. Bei Projektilenergien größer als 400 MeV können auch Pionen erzeugt werden.
Zurück bleibt ein hochangeregter Restkern, in dem die kinetische Energie statistisch gleichmäßig über alle Nukleonen verteilt ist. Die zweite Stufe der Spallationsreaktion besteht dann aus dem „Abdampfen“ von Neutronen und Protonen – weniger häufig auch von α-Teilchen und anderen Kernfragmenten – vom Targetkern. Diese Nukleonen haben Energien bis zu 10 MeV und eine isotrope Winkelverteilung. Der verbleibende Kern ist in der Regel weiterhin instabil und somit radioaktiv.
Die erste Reaktionsstufe dauert etwa 10−22 Sekunden. Das ist die Zeit, die das Projektil zum Durchlaufen des Kerns benötigt. Die zweite Stufe dauert etwa 10−16 Sekunden.
In der Natur kommen Spallationsreaktionen z. B. bei der Wechselwirkung der Kosmischen Strahlung mit interstellarer oder interplanetarer Materie vor. So kann etwa durch Messung der Häufigkeit von durch Spallation entstandenen Reaktionsprodukten, z. B. bestimmten Edelgasisotopen, in Meteoriten deren Bestrahlungsalter bestimmt werden. Technisch wird die Spallation in Spallationsneutronenquellen zur Erzeugung von Neutronen genutzt, was eine Alternative zu deren üblicher Erzeugung in Forschungsreaktoren sein kann. Auch zur Entsorgung von Atommüll per Transmutation werden Spallations-Neutronenquellen in Betracht gezogen. In Europa gibt es derzeit die Kurzpulsquelle ISIS bei Oxford, welche mit Neutronenpulslängen im Mikrosekundenbereich arbeitet, sowie die kontinuierliche Quelle SINQ in der Schweiz. Die größere Europäische Spallationsquelle ESS soll 2027 in Lund, Schweden, den Nutzerbetrieb beginnen.
Von der Spallation zu unterscheiden ist der Kernphotoeffekt. Hier absorbiert der Kern ein masseloses Photon und emittiert im gleichen Zug ein oder mehrere Nukleonen. Das Photon ist anschließend nicht mehr vorhanden.